# Галиуллин, Рустем Гусманович
Рустем Гусманович Галиуллин (род. 26 ноября 1987, Наласа, Татарская АССР) — российский прозаик, драматург, журналист, публицист, кандидат филологических наук. Заслуженный деятель искусств Республики Татарстан. Директор-главный редактор журнала «Казан утлары». Лауреат Республиканской премии имени Мусы Джалиля в области литературы за книги «Юлларда җил ак иде…» и «Одиночество».

## Биография
Родился 26 ноября 1987 года в деревне Наласа Арского района Татарской АССР.
В 2009 году закончил Казанский государственный университет с отличием, награждён медалью «Лучший выпускник-отличник 2009».
Рустем Галиуллин с 2009 года член Союза журналистов РТ (в 2019—2021 годах − член президиума), с 2009 года — член Союза писателей РТ (с 2012 года по сегодняшний день − член Правления), с 2012 года − член Международного Пен-клуба. Член Общественной палаты Республики Татарстан с 2023 г.
Его литературные произведения публиковались в ведущих республиканских журналах и сборниках «Казан утлары», «Татарстан», «Мәйдан», «Идел-Идель», «Чаян», «Аргамак» и ведущих литературных журналах и газетах России «Наш современник» (Москва), «Аврора» (Санкт-Петербург), «Литературная газета» (Москва), «Чолбон» (Якутия), «Агыйдел», «Шоңкар» (Башкортстан) «Минги-Тау» (Кабардино-Балкария) и др. Публиковался также в зарубежных литературных журналах «Түрк дүйнөсүнүн адабияты», «Ала-Тоо» (Киргизия), «Kardeş Kalemler» (Турция), «Звезда Востока» (Узбекистан) и др.
В 2007 году стал обладателем Гран-При Республиканского конкурса молодых писателей «Иделем Акчарлагы». Во время учёбы в Казанском государственном университете был одним из редакторов университетской газеты «Тәрәзә».
В газете «Шәһри Казан» был колумнистом, вел еженедельную политическую рубрику «Дөньяныкы дөньялыкта калсын». Эта рубрика считалась «лицом» газеты, в ней была представлена читателю аналитика на политическую жизнь страны и республики. В 2009 году за эту рубрику Р. Г. Галиуллин стал победителем XII журналистского конкурса «Хрустальное перо-2009».
В 2012 году защитил кандидатскую диссертацию на тему «Творчество Тауфика Айди: система образов и жанровая типология» в Казанском государственном университете. В этой диссертации исследуются литературные произведения выдающегося писателя Тауфика Айди.
В 2015 году стал лауреатом Республиканской премии имени Мусы Джалиля в области литературы за книги «Юлларда җил ак иде…» и «Одиночество».
Автор следующих книг: на татарском языке «Гипнозчы малай» («Мальчик-гипнотезер», 2008 г.), «Юлларда җил ак иде» («На дорогах белый ветер…», 2012 г.), «Васыять» («Завещание», 2017 г.), «Биш „икеле“» («Пять „двоек“», 2020), на русском языке — «Одиночество» (Москва, 2013 г.), на башкирском языке — «Гипнозсы малай» («Мальчик-гипнотезер», 2021), на азербайджанском языке — «Ata vә ogul» (Баку, 2020) и монографии («Творчество Тауфика Айди: система образов и жанровая типология», 2016, ИЯЛИ АН РТ).
Составитель четырёхтомника «Избранные произведения Т.Айди» (2016), историко-документального сборника «Таҗетдин Ялчыгол» (2019).
Перевел с русского на татарский язык романы А. Егина «Хан Узбек» (издан отдельной книгой в 2016 г.), Р.Мир-Хайдарова «Пешие прогулки», С.Юзеева «Не перебивай мертвых», Р.Валеева «Заботы света», В. Аксенова «Линд-лизовские» (издан отдельный книгой в 2016 г.) и другие. Перевел на татарский язык произведение выдающегося казахского писателя Абая «Черные слова», которое издано отдельной книгой в 2022 г., чувашского писателя Мишши Юхмы «Шурсямга, молодой волк» (2024 г.).
Его рассказы − «Ата һәм ул» («Отец и сын») и «Дивана» («Чудик») вошли в Антологию современной прозы народов России.
Произведения Рустема Галиуллина переведены на многие языки мира (русский, английский, французский, турецкий, казахский, киргизский, узбекский, азербайджанский, якутский, башкирский и др.).
4 декабря 2020 г. в Татарском государственном академическом театре имени Галиаскара Камала состоялась премьера спектакля «Хуш, авылым/Я не вернусь» (режиссёр — Айдар Заббаров). В спектакле использован отрывок из произведения «Слава» Р.Галиуллина.
В 2022 г. пьеса Р.Галиуллина «Көзге кайтаваз» («Осенний отголосок») была удостоена специальной премии Министерства культуры Республики Татарстан на конкурсе «Новая татарская пьеса-2022». 21 апреля 2023 г. в Татарском государственном академическом театре имени Галиаскара Камала состоялась премьера спектакля (режиссёр — Фарид Бикчантаев).
В 2023 г. в Туймазинском государственном татарском драматическом театре прошла режиссёрская лаборатория, посвященная воплощению на сцене прозаических произведений. Показан эскиз «Беспокойный день рождения» по рассказу Р. Галиуллина (режиссёр — Дмитрий Акимов).
В Татарстане в 2023 году текстом для диктанта («Татарча диктант») выбран отрывок из романа «Васыять» Р. Галиуллина. На многих радио республики звучат произведения Р. Галиуллина. В 2024 году на «Радио Татарстан» («Татарстан радиосы») был поставлен радиоспектакль «Хикмәтле туган көн» («Беспокойный день рождения»).
18 декабря 2024 года в Татарском государственном театре драмы и комедии имени Карима Тинчурина состоялась премьера спектакля по пьесе Рустема Галиуллина «Хыялга бер адым» («Один шаг до мечты»).
В 2014 году возглавляемый Р. Г. Галиуллиным журнал «Идел»-«Идель» стал победителем XVII журналистского конкурса «Хрустальное перо-2014» в номинации «Лучшие республиканские, городские, районные СМИ».